# ITV新聞
ITV新聞（英語：ITV News）是英國獨立電視台製作的新聞節目的統稱。自1955年開始播出以來，獨立電視台的新聞節目就是由獨立電視新聞（ITN）制作。獨立電視台的新聞節目曾多次獲得艾美獎，皇家電視學會和英國電影和電視藝術學院頒發的獎項。ITV每年用於製作的預算約是4300萬英鎊。ITV新聞的觀眾數僅次於BBC新聞，是英國觀眾數第二多的電視新聞。現在ITV的主要新聞節目包括ITV午餐時間新聞、ITV晚間新聞、ITV十點新聞。